# Mar del Plata Challenger 1994
Il Mar del Plata Challenger 1994 è stato un torneo di tennis facente parte della categoria ATP Challenger Series nell'ambito dell'ATP Challenger Series 1994. Il torneo si è giocato a Mar del Plata in Argentina dal 24 al 30 gennaio 1994 su campi in terra rossa.

## Vincitori

### Singolare
Albert Costa ha battuto in finale  Gastón Etlis con il punteggio di 6–3, 3–6, 6–0

### Doppio
Lucas Arnold Ker /  Patricio Arnold hanno battuto in finale  Filippo Messori /  Federico Mordegan con il punteggio di 6–4, 7–5